# Ivan XII.
Ivan XII., rođen kao Oktavijan Spoletski, papa od 16. prosinca 955. do 14. svibnja 964. godine.